# San Juan de Énova
San Juan de Énova (en valenciano y oficialmente Sant Joanet) es un municipio de la Comunidad Valenciana, España. Pertenece a la provincia de Valencia, en la comarca de la Ribera Alta. Entre 2008 y 2010 se denominó oficialmente Sant Joan de l’Ènova. Contaba con una población censada de 507 habitantes en 2020 (INE), distribuidos en 255 hombres y 252 mujeres.

## Geografía
El municipio de San Juan de Énova se sitúa sobre una llanura cuaternaria conformada por sedimentos arrastrados por el río Albaida.
Localidades limítrofes
|               | Norte: Villanueva de Castellón |                    |
| Oeste: Señera |                                | Este: Puebla Larga |
|               | Sur: Manuel                    |                    |

## Historia
El núcleo de población tiene su origen en una alquería que perteneció al señorío de Benitandús y de Mompalau. Posteriormente pasó a manos del marqués de Bélgida, cuyo palacio se conserva parcialmente y en cuyo oratorio se instaló la iglesia parroquial en 1743.
El 21 de octubre de 2008 el DOCV núm. 5875 publicaba el Decreto 160/2008 de 17 de octubre del Consell, por el cual se aprobaba el cambio de denominación del municipio de San Juan de Énova por la forma exclusiva en valenciano de Sant Joan de l’Ènova. El 2 de febrero de 2010 el DOCV núm. 6197 publicaba el Decreto 26/2010 de 29 de enero del Consell, por el cual se aprobaba el cambio de denominación del municipio de Sant Joan de l’Ènova por la forma exclusiva en valenciano de Sant Joanet.

## Demografía
San Juan de Énova cuenta con una población de 526 habitantes (INE 2024).
| Gráfica de evolución demográfica de San Juan de Énova entre 1842 y 2021                                             |
| |
| Población de derecho según los censos de población del INE Población de hecho según los censos de población del INE |

En 1572 había en San Juan de Énova 15 familias de moriscos, que eran 35 en 1609, cuando tuvo lugar la expulsión de los moriscos. La localidad se repobló con cristianos y pasó a tener 19 familias en 1646 y 20 en 1713. Rodeada de arrozales, su población no pudo crecer hasta que no se mejoraron las condiciones sanitarias: en 1787 tenía 127 habitantes, 200 en 1845 y 383 en 1900. Alcanzó su máximo de población, 531 habitantes, en 1950.

## Economía
La economía de San Juan de Énova es casi exclusivamente agraria. Se cultivan sobre todo naranjos (137 ha), hortalizas y frutales. El agua para el riego procede de la Acequia Comuna de l’Ènova a través del brazal de Les Foies. Tradicionalmente se cultivó el arroz en gran cantidad, aunque en la actualidad ha sido sustituido por los problemas de salubridad que acarreaba dicho cultivo. La ganadería es relativamente importante, destacando la cría de conejos y gallinas.[cita requerida]

## Administración y política
| Periodo   | Nombre                              | Partido       |
| --------- | ----------------------------------- | ------------- |
| 1979-1983 | José García Mongort                 | Independiente |
| 1983-1987 | Superancio Marcilla López           | PSPV-PSOE     |
| 1987-1991 | Superancio Marcilla López           | PSPV-PSOE     |
| 1991-1995 | Adelino Micó Brotons                | PSPV-PSOE     |
| 1995-1999 | Adelino Micó Brotons                | PSPV-PSOE     |
| 1999-2003 | Evaristo Ribes Prats                | PSPV-PSOE     |
| 2003-2007 | Evaristo Ribes Prats                | PSPV-PSOE     |
| 2007-2011 | Evaristo Ribes Prats                | PSPV-PSOE     |
| 2011-2015 | Evaristo Ribes Prats                | PSPV-PSOE     |
| 2015-2019 | Evaristo Ribes Prats                | PSPV-PSOE     |
| 2019-2023 | Santiago Manuel Enguídanos Expósito | PSPV-PSOE     |
| 2023-act. | Miguel Nadal Garrigues              | PSPV-PSOE     |

## Patrimonio
- Restos del palacio del marqués: La torre, principal vestigio, es el edificio más emblemático de la población.[4] Están declarados bien de interés cultural.[6]
- Iglesia parroquial de San Juan Bautista: antigua rectoría de moriscos conversos que fue aneja de la parroquia de Manuel hasta su desmembración en 1747.[4] Está declarada bien de relevancia local.[7]
- Retablo cerámico de San Juan: retablo cerámico datado en 1931, ubicado en la calle de San José, n.º 6. Está declarado bien de relevancia local.[8]

## Fiestas locales
- Fiestas Patronales. Celebra sus fiestas el 24 de junio. Festividad del Santísimo Cristo de la Agonía y de San Juan Bautista.[cita requerida]
- Fiestas de agosto. Celebran las fiestas la segunda quincena de agosto, organizadas por las «festeres», en colaboración con el ayuntamiento y todos los vecinos de la localidad.[cita requerida]